# 北海道道979号開発茶志内線
北海道道979号開発茶志内線（ほっかいどうどう979ごう かいはつちゃしないせん）は、北海道美唄市内を結ぶ一般道道（北海道道）である。

## 概要

### 路線データ
- 起点：北海道美唄市開発町南（北海道道33号美唄月形線・北海道道921号開発峰延線交点）
- 終点：北海道美唄市茶志内町（国道12号交点）
- 路線延長：9.6km（総延長）

## 歴史
- 1980年（昭和55年）3月31日 - 路線認定[1]。

## 地理

### 通過する自治体
- 空知総合振興局
  - 美唄市

### 交差する道路
美唄市
- 北海道道33号美唄月形線 - 開発町南（起点）
- 北海道道921号開発峰延線 - 開発町南（起点）
- 北海道道1159号美唄浦臼線 - 中村町北
- 国道12号 - 茶志内町（終点）

### 沿線にある施設など
美唄市
- 美唄市立茶志内小学校 - 茶志内町本町